# Рошткала
Рошткала (тадж. Роштқалъа) — кишлак и джамоат на юго-востоке Таджикистана, в Горно-Бадахшанской автономной области. Административный центр Рошткалинского района. Расположен в долине реки Шахдара.

## Этимология
Топоним образован от восточноиранского (шунганского) слова «рошт (рашт, рушт)», которое означает «красный», и «кала» (тадж. қалъа, перс. قلعه‎), что означает «крепость, укрепление», отсюда и слово Рошткала — «красная крепость». По местному преданию крепость была красная от крови людей, которых бай сбрасывал с горы.

## История
В мае 1894 года афганские разъезды выдвинулись в долину Шахдары, до селения Барвоз. Из Нового Маргелана выдвинулся отряд капитана А. Г. Скерского на Памирский пост. 19 июля отряд Скерского выдвинулся через перевал Кой-Тезек, а затем 20 июля перешёл перевал Кокбай (4327 м) из долины реки Гунт в долину Шахдары. Афганский гарнизон занял Рошткалу. Подойдя к крепости Рошткала 28 июля  русский отряд был встречен огнём. Русский отряд укрепился в устье реки Вездара, левого притока Шахдары. 19 августа при приближении генерала Ионова афганцы были отозваны эмиром Абдуррахманом и ушли в пределы Афганистана.
На урочище Вездара стреляли на дальние дистанции из трёхлинейки во втором и третьем случаях её боевого применения. Чуть ранее на Памире в отряде С. П. Ванновского были опробованы первые трёхлинейные винтовки системы Мосина. 30 августа 1893 года из двух стволов рядовые 2-го Туркестанского линейного батальона Фефёлкин и Шахов, огнём которых управлял штабс-капитан 4-го Туркестанского линейного батальона Кирилл Александрович Бржезицкий, у кишлака Имц с 900—1200 шагов за короткое время перестреляли 18 солдат афганского эмира.